# Movimento di indipendenza islandese
Il movimento per l'indipendenza islandese (in islandese: Sjálfstæðisbarátta Íslendinga) è una corrente politica e culturale che si sviluppò nell'Ottocento e nel Novecento per ridare la sua indipendenza all'Islanda, allora parte della Danimarca.
Con la fine dello Stato libero d'Islanda, appartenente al Regno di Norvegia dal 1262, l'Islanda diventa danese nel 1380 quando le due corone si uniscono. Il movimento per l'indipendenza nasce con il nazionalismo romantico che si è creato in Europa, con Jón Sigurðsson come padre dell'indipendenza.
Nel 1874, l'Islanda ottiene l'autonomia. Nel 1918, firma con la Danimarca un atto d'Unione che gli dà autonomia maggiore, creando un Regno d'Islanda. Nel 1944, l'Islanda diventa una repubblica indipendente.